# Джон Уик 3
«Джон Уи́к 3» (англ. John Wick: Chapter 3 — Parabellum) — американский боевик 2019 года режиссёра Чада Стахелски по сценарию Дерека Колстада, с Киану Ривзом в главной роли, наряду с Хэлли Берри, Лоренсом Фишберном, Марком Дакаскос, Азией Диллон, Лэнсом Реддиком, Анжеликой Хьюстон, и Иэном Макшейном. Сиквел фильма «Джон Уик 2» об охоте на Джона и его противостоянии с самыми опасными киллерами в мире.
Премьера фильма в России состоялась 16 мая 2019 года. На следующий день, 17 мая 2019, он вышел на экраны в США.

## Сюжет
Джон Уик пытается найти убежище, прежде чем через час на него официально начнётся охота. Он скрывается в нью-йоркской городской библиотеке, но и тут его находят. В итоге, после нескольких перестрелок, Уик прячется в театре Тарковского — резиденции одной из славяно-цыганских преступных групп Нью-Йорка, где просит о помощи главу группировки — Директора (здесь раскрывается настоящее имя главного героя Джона Уика — Джордани Йованович). Эта дама помогает ему покинуть город, и Уик направляется в Марокко, добирается до отеля «Континенталь» в Касабланке, где встречается с управляющим отеля Софией. Уик предъявляет ей к оплате вексель (когда-то он нашёл убежище для дочери Софии) и просит помочь встретиться с бывшим членом Правления Кланов Беррадой. София организовывает встречу, где Джон просит Берраду помочь со встречей со Старейшиной — полулегендарным главой преступного мира, стоящим над Правлением Кланов и являющимся своеобразным «преемником» главы ордена ассасинов.
Завязывается перестрелка, из которой София и Уик выходят победителями, после чего они направляются в пустыню. После скитаний под палящим солнцем измождённый Джон встречается со Старейшиной и просит прощения за содеянное, говоря, что готов дальше служить. Старейшина принимает клятву Джона в виде отрезанного пальца, но даёт ему задание убить друга — Уинстона, управляющего нью-йоркским «Континенталь». Джон возвращается в Нью-Йорк и встречается с Уинстоном. При этом, пока Уик отсутствовал, в городе появилась Судья Правления Кланов. Её цель — расследовать гибель Сантино Д’Антонио и наказать всех, кто как-то помогал его убийце, Уику. Для этого Судья обращается за помощью к Зеро — элитному убийце, ранее отошедшему от дел, и его приспешникам.
Уик, вернувшись в город, отказывается убивать друга. Тогда Судья объявляет нью-йоркский отель «Континенталь» в статусе «секуляризован», то есть отель теперь вне системы Правления Кланов. Через некоторое время в здание прибывают боевики мафии для зачистки и вступают в бой с главным героем, Хароном и охраной отеля. Уик после грандиозной перестрелки в личном поединке побеждает Зеро.
Утром Судья вынуждена начать переговоры. Уинстон добивается восстановления своего статуса управляющего и снятия с отеля всех санкций. Затем, чтобы резко решить все вопросы, он стреляет в Джона и сбрасывает того с крыши. Но через некоторое время Судья узнаёт, что тело Джона пропало, и понимает, что тот мог выжить.
Раненого Джона привозит один из уцелевших после расправ Судьи подчинённых «Голубиного Короля» к своему боссу, и тот заявляет, что готов фактически начать войну с системой Правления Кланов.

## В ролях
| Актёр            | Роль                   |
| ---------------- | ---------------------- |
| Киану Ривз       | Джон Уик               |
| Хэлли Берри      | София                  |
| Иэн Макшейн      | Уинстон Скотт          |
| Лоренс Фишберн   | «Голубиный Король»     |
| Марк Дакаскос    | Зеро                   |
| Азия Диллон      | судья Правления Кланов |
| Лэнс Реддик      | Харон                  |
| Анжелика Хьюстон | директор               |
| Саид Тагмауи     | Старейшина             |
| Джером Флинн     | Беррада                |
| Тобиас Сегал     | Эрл                    |

| Актёр             | Роль            |
| ----------------- | --------------- |
| Джейсон Мандзукас | «Тик-Так»       |
| Рэндалл Дук Ким   | доктор          |
| Робин Лорд Тейлор | администратор   |
| Маргарет Дейли    | оператор        |
| Чечеп Ариф Рахман | синоби          |
| Яян Рухьян        | синоби          |
| Бобан Марьянович  | Эрнест          |
| Сьюзан Бломмарт   | библиотекарь    |
| Айсам Буали       | Ясин            |
| Серджио Делавиччи | член Руска Ромы |
| Юнити Фелан       | Руни балерина   |

## Продолжение
С 4 февраля до середины апреля 2020 года в Минске проводился Международный фестиваль мобильного кино VOKA Smartfilm. Организаторы фестиваля показали короткометражный юмористический фильм «Приглашение для Джона Уика» (An invitation for John Wick), в котором обращаются к актёру Киану Ривзу, называя его одновременно Киану, Джордани Йовановичем и Нео, и просят «приехать домой». Трёхминутный фильм является отсылкой к фильму «Джон Уик 3», в нём рассказывается о детстве Джона Уика, которое он, согласно содержанию фильма, провёл в Белоруссии.
Выход фильма «Джон Уик 4» был анонсирован на 21 мая 2021 года, однако был отложен из-за пандемии COVID-19. В мае 2020 года, из-за пандемии коронавируса, он был перенесён на 27 мая 2022 года. В итоге, окончательной датой выхода в кинопрокат США стало 24 марта 2023 года. В кинопрокат России фильм вышел 23 марта того же года при поддержке компании «Атмосфера кино».